# Zentralinstitut für Erziehung und Unterricht
Das Zentralinstitut für Erziehung und Unterricht war ein Institut in Berlin und wurde 1915 in Berlin über die „Jubiläumsstiftung für Erziehung und Unterricht“ in preußischer Trägerschaft gegründet. Als Inspirator stand der Pädagoge Julius Ziehen dahinter, der an ein Reichsschulmuseum gedacht hatte. Nach dem Ersten Weltkrieg wurde es als Stiftung vor allem von den deutschen Ländern (ohne Bayern) weitergeführt, um eine pädagogisch-didaktische Beratungsfunktion auszuüben. 1934 bis 1945 unterstand es dem Reichsministerium für Wissenschaft, Erziehung und Volksbildung.
Leiter waren die Reformpädagogen Ludwig Pallat (1915–33; 1934–38), Franz Hilker (geschäftsführend 1930–1933), der Nationalsozialist Ernst Bargheer (1933/34) und der NS-Rassist Rudolf Benze (seit 1938). Als Fachzeitschrift gab es das Pädagogische Zentralblatt heraus. Nach den vielfältigen Ausstellungen baute das Institut auch eine Abteilung für Rundfunk und Film auf. In der Weimarer Republik war es das wirkungsvollste Fortbildungsinstitut im Deutschen Reich. Das Institut betreute die deutschen Auslandsschulen sowie ausländische Lehrer in Deutschland (vgl. in der Gegenwart Pädagogischer Austauschdienst). Mit dem Rankenheim verfügte das Institut über ein als „Reichsschulungsstätte“ bezeichnetes Schulungszentrum für Lehrer, um diese mit der NS-Erziehungsideologie vertraut zu machen.

## Schriften
- Schule und Krieg. 1915